# Liste der Präfekten der römischen Flotten
Die Liste der Präfekten der römischen Flotten enthält die bekannten Kommandeure der verschiedenen römischen Flotten. Die Liste ist nicht vollständig.

## Hauptflotten

### Classis Misenensis
Die Classis Misenensis war eine der beiden in Italien stationierten Hauptflotten; sie war in Misenum stationiert. Die folgenden Kommandeure dieser Flotte sind bekannt:
| Datierung         | Name                               | Anmerkung                                                                      |
| ----------------- | ---------------------------------- | ------------------------------------------------------------------------------ |
| 52                | Ti. Iulius Optatus Pontianus       | belegt für den 11. Dezember 52                                                 |
| 69                | Claudius Iulianus                  |                                                                                |
| 69                | Claudius Apollinaris               |                                                                                |
| 71                | Sex. Lucilius Bassus               | belegt für den 5. April 71                                                     |
| 79                | C. Plinius Secundus                |                                                                                |
| 114               | Q. Marcius Turbo                   |                                                                                |
| 118/119           | L. Messius Iu[]                    | (RMD 5, 358) Eck S. 205–206; Holder S. 358; Weiß S. 245                        |
| 119 bis 129       | Iulius Fronto                      |                                                                                |
| 132/133           | M. Gavius Maximus                  |                                                                                |
| 134               | M. Calpurnius Seneca               | belegt für den 15. September 134                                               |
| 139 bis 142       | Caecius Severus                    | belegt für den 13. Februar 139, den 26. November 140 und den 30. September 141 |
| 142 bis 147       | Valerius Paetus                    | belegt für den 6. Oktober 142 und den 26. Oktober 145                          |
| 154               | T. Furius Victorinus               |                                                                                |
| 158 bis 160       | Tuticanus Capito                   | belegt für den 6. Februar 158 und den 7. Februar 160                           |
| 166               | Iulius Crescens                    |                                                                                |
| 178               | P. Cominius Clemens                |                                                                                |
| 183/184           | L. Iulius Vehilius Gratus Iulianus |                                                                                |
| Septimius Severus | Cn. Marcius Rustius Rufinus        |                                                                                |
| 209               | Claudius Diognetus                 |                                                                                |
| 212               | Valerius Datus                     |                                                                                |
| 214               | Claudius Dionysius                 |                                                                                |
| 217               | Marcius Agrippa                    |                                                                                |
| 221               | Appius Celer                       |                                                                                |
| 229               | Licinius Hierocles                 |                                                                                |
| 238/240           | Valerius Valens                    |                                                                                |
| 246               | C. Iulius Alexander                |                                                                                |
| 247               | Aelius Aemilianus                  |                                                                                |
| 260               | M. Cornelius Octavianus            |                                                                                |

### Classis Ravennas
Die Classis Ravennas war eine der beiden in Italien stationierten Hauptflotten; sie war in Ravenna stationiert. Die folgenden Kommandeure dieser Flotte sind bekannt:
| Datierung         | Name                               | Anmerkung                                                                        |
| ----------------- | ---------------------------------- | -------------------------------------------------------------------------------- |
| 56                | P. Palpellius Clodius Quirinalis   |                                                                                  |
| Nero              | M. Aurelius Regulus                |                                                                                  |
| 69                | Sex. Lucilius Bassus               |                                                                                  |
| 69                | Cornelius Fuscus                   |                                                                                  |
| 100               | L. Cornelius Gratus                |                                                                                  |
| 118/119           | L. Messius Iu[]                    | (RMD 5, 358) Eck S. 205–206; Holder S. 358; Weiß S. 245                          |
| 119               | M. Ulpius Marcellus                |                                                                                  |
| 121/122 bis 127   | L. Numerius Albanus                | belegt für den 11. Oktober 127                                                   |
| 127/129 bis 132   | M. Calpurnius Seneca               |                                                                                  |
| 131/132           | M. Gavius Maximus                  |                                                                                  |
| 139               | Fabius Sabinus                     | belegt für den 22. August 139                                                    |
| 142               | Valerius Paetus                    | belegt für den 1. August 142                                                     |
| 144               | Sem[]                              | (ZPE-207-232) Wahrscheinlich handelt es sich hierbei um M. Sempronius Liberalis. |
| 150               | T. Furius Victorinus               |                                                                                  |
| 152               | Tuticanus Capito                   | belegt für den 5. Dezember 152                                                   |
| 160               | Q. Baienus Blassianus              |                                                                                  |
| 175               | P. Cominius Clemens                |                                                                                  |
| 184/185           | L. Iulius Vehilius Gratus Iulianus |                                                                                  |
| Septimius Severus | Cn. Marcius Rustius Rufinus        |                                                                                  |
| Septimius Severus | M. Aquilius Felix                  |                                                                                  |
| 202               | L. Aemilius Sullectinus            |                                                                                  |
| 206               | Claudius Diognetus                 |                                                                                  |
| 213/217           | M. Gongius Nestorianus             |                                                                                  |
| 221               | Aurelius Elpidephorus              |                                                                                  |
| 249               | Iulius []ucianus                   |                                                                                  |
| nach 250          | Vibius Seneca                      |                                                                                  |
| 3. Jhd.           | Voltinius Saloninus                |                                                                                  |

## Provinzflotten

### Classis Alexandrina
Die Classis Alexandrina war die in Alexandria stationierte Flotte. Die folgenden Kommandeure dieser Flotte sind bekannt:
| Datierung | Name                 | Anmerkung |
| --------- | -------------------- | --------- |
| 1. Jhd.   | Gaius Vibius Quartus |           |
| 86        | Claudius Clemens     |           |

### Classis Britannica
Die Classis Britannica war die am Ärmelkanal stationierte Flotte. Die folgenden Kommandeure dieser Flotte sind bekannt:

| Datierung   | Name                                     | Anmerkung |
| ----------- | ---------------------------------------- | --------- |
| Hadrian     | M. Maenius Agrippa L. Tusidius Campester |           |
| um 133/140  | L. Aufidius Panthera                     |           |
| um 140      | Q. Baienus Blassianus                    |           |
| um 150      | Sex. Flavius Quietus                     |           |
| nach 140    | T. Varius Priscus                        |           |
| 286 bis 293 | Carausius                                |           |
| 293 bis 296 | Allectus                                 |           |

### Classis Germanica
Die Classis Germanica war die am Rhein in den Provinzen Germania inferior und Germania superior stationierte Flotte. Die folgenden Kommandeure dieser Flotte sind bekannt:
| Datierung | Name               | Anmerkung |
| --------- | ------------------ | --------- |
| 150       | M. Ulpius Ulpianus |           |

### Classis Moesica
Die Classis Moesica (bzw. Classis Flavia Moesica) war die an der unteren Donau in der Provinz Moesia inferior stationierte Flotte. Die folgenden Kommandeure dieser Flotte sind bekannt:
| Datierung | Name                   | Anmerkung    |
| --------- | ---------------------- | ------------ |
| 73        | []ninus                | Eck S. 95–96 |
| 120       | Ti. Claudius Marcellus |              |
| 127       | A. Gellius Celer       |              |
| 2. Jhd.   | P. Aelius Marcianus    |              |

### Classis Pannonica
Die Classis Pannonica (bzw. Classis Flavia Pannonica) war die an der mittleren Donau in der Provinz Pannonia inferior stationierte Flotte. Die folgenden Kommandeure dieser Flotte sind bekannt:
| Datierung | Name              | Anmerkung       |
| --------- | ----------------- | --------------- |
| 98?       | []us [Niger?]     | Eck S. 263, 265 |
| 146       | Macrinius Regulus |                 |

### Classis Pontica
Die Classis Pontica war die im Schwarzen Meer stationierte Flotte. Die folgenden Kommandeure dieser Flotte sind bekannt:
| Datierung | Name                               | Anmerkung |
| --------- | ---------------------------------- | --------- |
| 173       | L. Iulius Vehilius Gratus Iulianus |           |

### Classis Syriaca
Die Classis Syriaca war die in der Provinz Syria stationierte Flotte. Die folgenden Kommandeure dieser Flotte sind bekannt:
| Datierung | Name                  | Anmerkung      |
| --------- | --------------------- | -------------- |
| 119       | []rus                 | Eck S. 430–431 |
| 132/136   | Sex. Cornelius Dexter |                |
| 2. Jhd.   | P. Aelius Marcianus   |                |